# Altmärkisches Museum

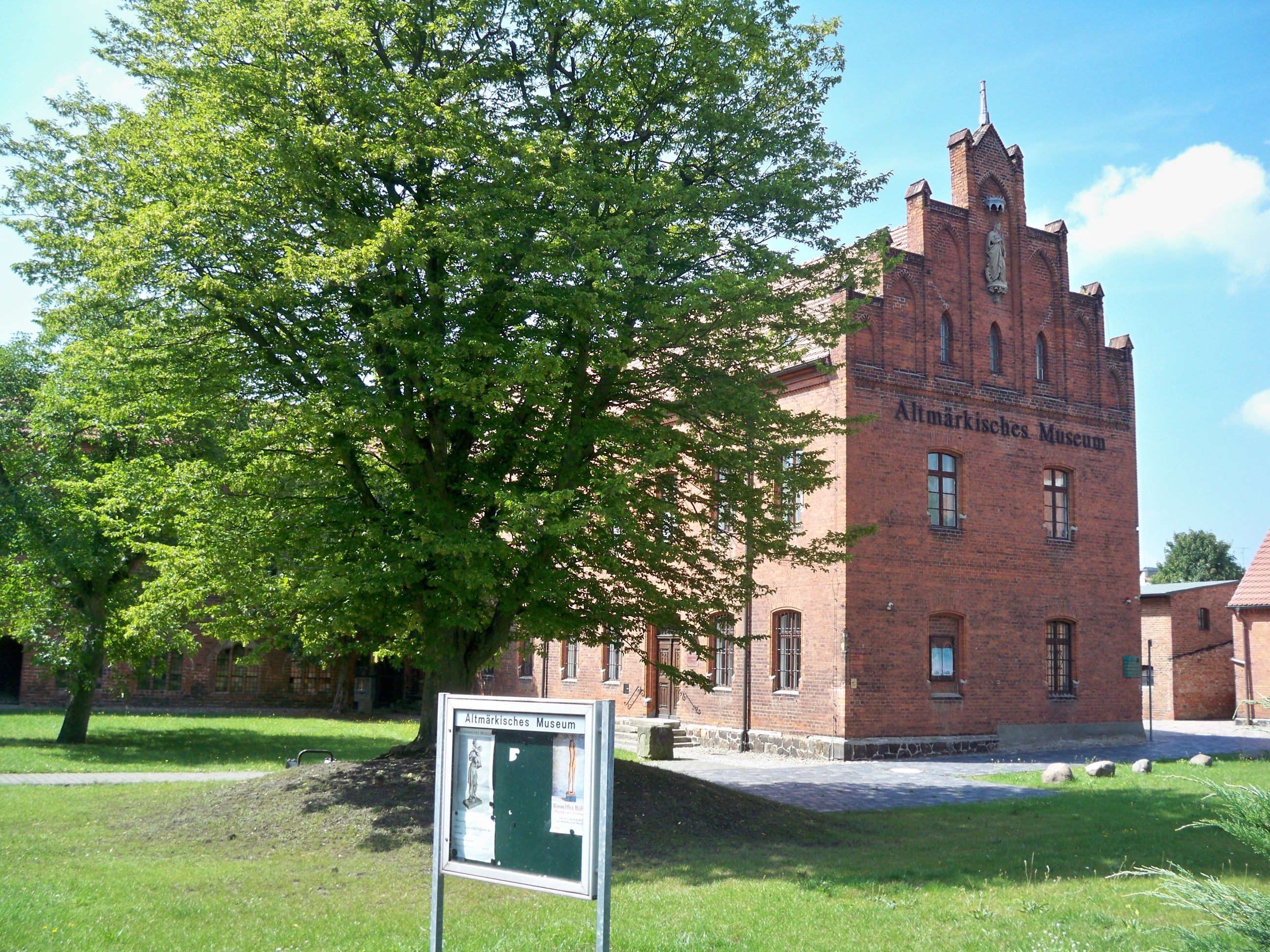
Das Museum von der Straße Schadewachten aus

Das Altmärkische Museum ist ein Heimatmuseum in Stendal in Sachsen-Anhalt. Es ist nach der Region Altmark benannt, deren Geschichte es präsentiert und befindet sich in den Gebäuden des ehemaligen Katharinenklosters.

## Ausstellung
Es werden romanische und gotische sakrale Exponate gezeigt, wie der Johannes-Altar der Tuchmachergilde von 1530. Die Ausstellung „Die alte Hansestadt Stendal – Stadt der Backsteingotik“ beginnt mit der Erwähnung des Dorfes Steinedal im Jahr 1022, stellt altmärkische Persönlichkeiten vor, die Garnisonsgeschichte und ist der beginnenden Industrialisierung der Stadt gewidmet. Zu sehen ist auch ein Teil der originalen Statue des Stendaler Rolands von 1525. Seine Kopie steht seit 1974 vor dem Stendaler Rathaus.

## Veranstaltungen
Daneben gibt es Sonderausstellungen und museumspädagogische Angebote, vor allem für Schulklassen.

## Geschichte
Am 25. Oktober 1888 wurde das Altmärkische Museum eröffnet.:S. 3 Träger war der am 22. Juni 1887 gegründete Altmärkische Museumsverein. Zu seinen Gründungsmitgliedern gehörten der Landrat Ludolf von Bismarck, der Sanitätsrat Friedrich Hermann Haacke, der Apotheker Carl Hartwich, der Pfarrer Ernst Kluge und der Gymnasiallehrer Emil Sauer.:S. 11
Der Grundstock der Sammlung stammte vom Adelsgeschlecht von Alvensleben, vom Superintendenten und Oberprediger Julius Müller aus Kalbe (Milde), dem Geheimen Sanitätsrat Friedrich Haacke und dem ehemaligen Literarischen Verein zu Stendal.
Bis 1953 befand sich das Museum in gemieteten Räumen des Stendaler Doms, dem ehemaligen Kapitelsaal, dem südlichen und westlichen Kreuzgang. Im Erdgeschoss lag der Boden teilweise einen Meter unter der Erdoberfläche. Die hochkommende Feuchtigkeit führte zu großen konservatorischen Problemen. Der Dom wurde am 8. April 1945 von Bomben getroffen, dabei wurden der westliche und ein Teil vom südlichen Kreuzgang zerstört. Nur 200 von den 2000 Tongefäßen der vorgeschichtlichen Sammlung des Museums blieben erhalten. Die Sammlung zum bäuerlichen Haushalt wurde komplett vernichtet.:S. 22 Nach 1945 ging die Trägerschaft des Museums an den Landkreis Stendal, 1952 an den Kreis Stendal über.
1954 zog ein Teil des Museums in die Weberstraße 18. Jährlich kamen bis zu 20.000 Besucher. Von 1945 bis 1955 war der Eintritt kostenlos. Die Sammlungen waren über mehrere Standorte verteilt. Nachdem die Stadt Stendal das Museum übernommen hatte, bezog es im Jahre 1963 die Räume des ehemaligen Klosters St. Katharinen in der Straße Schadewachten.
2008 besuchten 6000 Menschen das Museum.

## Leitung
Von 1904 bis 1944 leitete Franz Kuchenbuch ehrenamtlich als Kustos das Museum. Ab 20. November 1945 bis April 1953 führte Rudolf Langhammer das Museum. Gerhard Richter war ab 1953 bis zu seinem Tode 1969 Leiter des Museums. Ihm folgte bis 1985 der Museologe Joachim-Albrecht Kohlmann, der seit 1963 auch noch das Museum im Rathaus in Tangermünde leitete.:S. 31–33 Der Diplomlehrer Günter Huth übernahm die Leitung im Jahr 1985:S. 33 bis nach 1990. Seit 2008 ist die Museologin Gabriele Bark Leiterin des Museums, in dem sie ab 1994 als Museumspädagogin tätig war.

## Gebäude

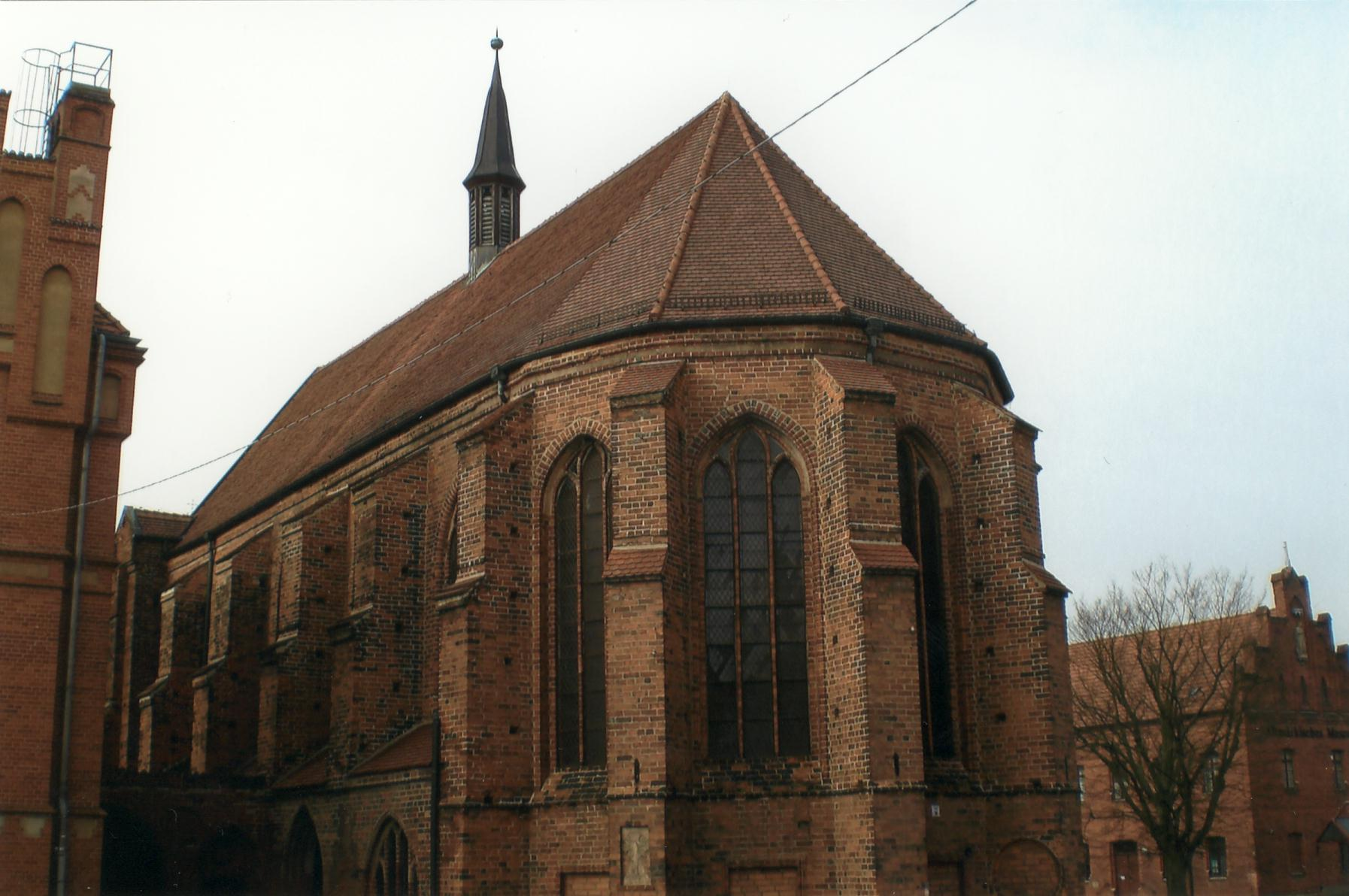
St. Katharinen mit Altmärkischem Museum (ganz rechts)

Das Museumsgebäude ist ein mehrstöckiges, neugotisches Backsteingebäude in der Stendaler Innenstadt. Es ist Teil des ehemaligen St.-Katharinen-Klosters, von dem außerdem die 1468 geweihte spätgotische Kirche sowie Teile des Kreuzganges, der beide Gebäude verbindet, erhalten sind. Die Kirche wird als „Musikforum Katharinenkirche“ für Konzerte, Tagungen und Ausstellungen genutzt. Museumsbesucher können die Klostergebäude sowie den dahinter liegenden Klostergarten besichtigen.

## Sammlung
Schwerpunkte der Sammlung sind die Vor- und Frühgeschichte der östlichen Altmark, die jedoch derzeit nicht Teil der Ausstellung ist.

## Veröffentlichungen
- Der „Altmärkischen Museumsverein zu Stendal“ gab von 1899 bis 1941 die Reihe „Beiträge zur Geschichte, Landes- und Volkskunde der Altmark“ heraus.[8]
- Jahresgabe 1947–1966 (20 Bände)
- Projekte–Informationen 1986–1994 (4 Bände)